# 宮城県道274号美田園増田線
宮城県道274号美田園増田線（みやぎけんどう274ごう みたぞのますだせん）は、宮城県名取市内を結ぶ一般県道である。

## 概要
名取市美田園から飯野坂に至る県道。全線が都市計画道路大手町下増田線の一部であり、大部分が4車線以上で整備されている。

### 路線データ
宮城県告示に基づく起終点は以下の通り。
- 起点：名取市美田園
- 終点：名取市飯野坂
- 実延長：0.0 m[2]

## 歴史
- 2017年（平成29年）
  - 3月21日 - 路線認定[1]。
  - 3月25日 - 都市計画道路大手町下増田線が全線開通。これによって、当道も全線開通となる[3][4]。

## 路線状況

### 重複区間
- 宮城県道126号愛島名取線：名取市飯野坂一丁目 - 同市飯野坂一丁目（終点）

## 地理

### 通過する自治体
- 名取市

### 交差する道路
- 宮城県道10号塩釜亘理線（名取市美田園五丁目・起点）
- 国道4号（名取市増田）
- 宮城県道126号愛島名取線（名取市飯野坂一丁目）
- 宮城県道273号仙台名取線（名取市飯野坂一丁目・終点）

### 沿線の施設
- 宮城県総合教育センター
- 仙台空港鉄道仙台空港線
  - 美田園駅
  - 杜せきのした駅
- イオンモール名取